# Aimé Dossche
Aimé Dossche (Landegem, 28 maart 1902 - Gent, 30 oktober 1985) was een Belgisch wielrenner. Hij was beroepsrenner van 1924 tot 1932. In 1925 won hij het Kampioenschap van Vlaanderen in Koolskamp, maar hij werd gedeclasseerd, omdat hij samen met de massa toeschouwers durfde De Vlaamse Leeuw te zingen. Hij won er opnieuw in 1928 en 1931. Na zijn carrière als wielrenner stichtte hij een fietsenzaak.

## Belangrijkste overwinningen
1924
- Parijs-Cambrai

1925
- Kampioenschap van Vlaanderen

1926
- 2e etappe Ronde van Frankrijk
- 17e etappe Ronde van Frankrijk

1928
- Kampioenschap van Vlaanderen

1929
- 1e etappe Ronde van Frankrijk + (drie dagen gele trui)
- Parijs-Cambrai

1930
- 2e in Ronde van Vlaanderen

1931
- Kampioenschap van Vlaanderen

## Resultaten in voornaamste wedstrijden
| Jaar | Ronde van Italië | Ronde van Frankrijk | Ronde van Spanje |
| ---- | ---------------- | ------------------- | ---------------- |
| 1925 |                  |                     |                  |
| 1926 |                  | 15e (2)             |                  |
| 1927 |                  |                     |                  |
| 1928 |                  |                     |                  |
| 1929 |                  | opgave (1)          |                  |
| 1930 |                  | 12e                 |                  |
| 1931 |                  |                     |                  |

| Jaar | Ronde van Vlaanderen | Parijs-Roubaix | Luik-Bast.‑Luik | Ronde van Lombardije | Parijs-Tours | Parijs-Brussel |
| ---- | -------------------- | -------------- | --------------- | -------------------- | ------------ | -------------- |
| 1925 | 7e                   |                |                 |                      | 9e           |                |
| 1926 | 15e                  |                |                 | 9e                   |              | 4e             |
| 1927 | 15e                  |                |                 |                      |              |                |
| 1928 | 18e                  | 43e            |                 |                      |              |                |
| 1929 |                      | 12e            |                 |                      | 5e           |                |
| 1930 | ↑                    | 6e             |                 |                      | 7e           |                |
| 1931 |                      | 33e            | 21e             |                      |              | 37e            |

- Bibliothèque nationale de France: cb17714559j (data)
- International Standard Name Identifier: 0000 0004 6456 4454
- Virtual International Authority File: 5948152080603507230007